# Cordast
Cordast (toponimo tedesco; in francese La Corbaz) è una frazione di 890 abitanti del comune svizzero di Gurmels, nel Canton Friburgo (distretto di Lac).

## Storia

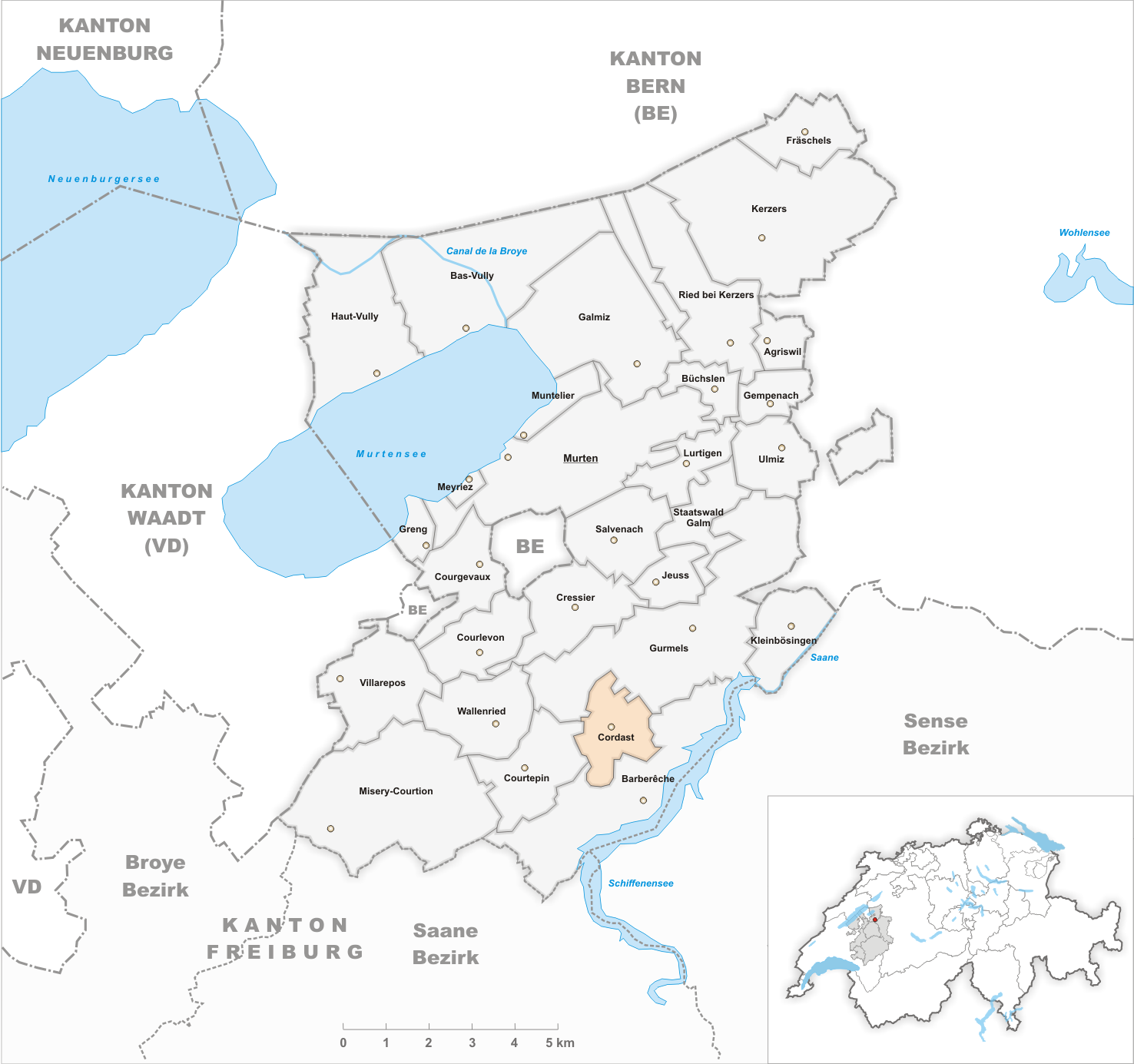
Il territorio del comune di Cordast prima degli accorpamenti comunali del 2005

Già comune autonomo, nel 2005 è stato accorpato a Gurmels.

## Monumenti e luoghi d'interesse

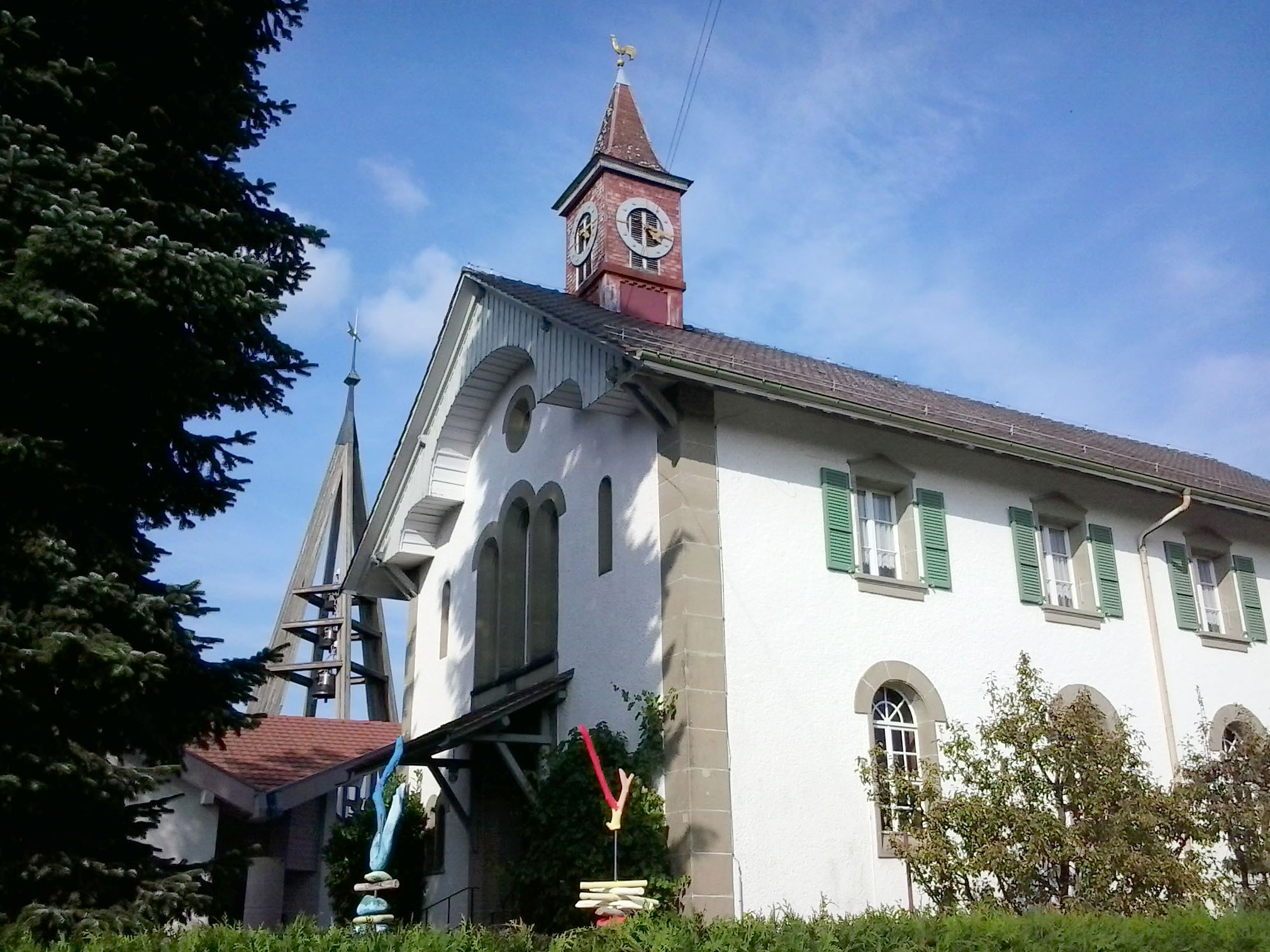
La chiesa riformata

- Cappella cattolica di San Guarino, eretta nel 1614[1];
- Chiesa riformata, eretta nel 1874[1].

## Società

### Evoluzione demografica
L'evoluzione demografica è riportata nella seguente tabella:
Abitanti censiti

## Amministrazione
Ogni famiglia originaria del luogo fa parte del comune patriziale che ha la responsabilità della manutenzione di ogni bene comune.